# 有馬昌彦
有馬 昌彦（ありま まさひこ、1925年7月22日 - 1991年9月27日）は、日本の俳優。本名：有馬 昌（ありま しょう）。
北海道札幌市出身。旧制第二高等学校（東北大学の前身校のひとつ）卒業。テコジャパンエージェンシー、ファミリープロダクションに所属していた。

## 来歴・人物
高校卒業後の1950年、文学座研究所に入所。後に文学座座員に昇格する。1963年、文学座を脱退し、劇団雲の創立に参加。1969年に雲を退団。フリーを経て、1982年に演劇集団 円に入団した。デビュー作品は1951年、三越劇場での『シラノ・ト・ベルジェラック』。
舞台のほか、多くのテレビドラマや映画などにも出演。1966年のテレビドラマ『ウルトラQ』以来、特撮ドラマへの出演もよくあった。
1991年9月27日、膵臓癌のため死去。66歳没。

## 出演

### 映画
- 血は渇いてる（1960年、松竹） - 「週刊日本」編集長
- 肉体の学校（1965年、東宝） - 室町
- 香港の白い薔薇（1965年、東宝） - 立花
- けものみち（1965年、東宝） - 高森デスク
- 六條ゆきやま紬（1965年、東宝） - 浦松為三
- 殺人者（1966年、大映） - 洲本臣平
- 陸軍中野学校 竜三号指令（1967年、大映） - 辻井少佐
- (秘)女子大生 SEXアルバイト（1974年、日活） - 大林教授
- 恋文（1985年、松竹富士） - 神父
- 祝辞（1985年、松竹） - 社長
- 千利休 本覺坊遺文（1989年、東宝） - 大徳寺春屋和尚

### テレビドラマ
- 近鉄金曜劇場 / 鹿鳴館（1961年、TBS）
- ミステリーベスト21 第4話「銀の河」（1962年、NET / 東映）
- ザ・ガードマン（TBS / 大映テレビ室）
  - 第12話「夜は二つの顔」（1965年）
  - 第22話「地上21階の襲撃」（1965年）
  - 第43話「顔の消えた男」（1966年）
  - 第124話「ざくろの沼の恐怖」（1967年） - 医者
  - 第143話「マッチ売りの少女は大晦日に死ぬ」（1967年）
- ウルトラシリーズ（TBS / 円谷プロ）
  - ウルトラQ 第14話「東京氷河期」（1966年） - 沢村照男
  - ウルトラマンレオ 第32話「日本名作民話シリーズ! さようならかぐや姫」（1974年） - 弥生の父親
- レモンのような女 第4話「土の館」（1967年、TBS / 国際放映）
- 特別機動捜査隊（NET / 東映）
  - 第298話「女の館」（1967年） - 神崎昴
  - 第357話「情炎譜」（1968年） - 須田
  - 第423話「石狩の女」（1969年）- 坪内刑事
  - 第424話「北海道を捜せ」（1969年）- 坪内刑事
  - 第432話「コタンの女」（1970年）- 坪内刑事
  - 第621話「日本刀を斬る」（1973年） - 堀田
  - 第712話「七年目の報酬」（1975年） - 茂樹
  - 第719話「瞼の母が憎い」（1975年） - 藤田
  - 第779話「むらさき小唄 雪之丞」（1976年）- 三津田
  - 第790話「華麗なる出逢いの時」（1977年） - 稲川周一郎
  - 第797話「わが青春の輝ける日」（1977年） - 佐竹学
- 大河ドラマ （NHK）
  - 竜馬がゆく（1968年）
  - 天と地と（1969年）
  - 勝海舟（1974年）
  - 花神（1977年） - 牧野忠恭
  - 山河燃ゆ（1984年） - 木村兵太郎
- 青空に叫ぼう 第37話「私におまかせ」（1968年、NET / 東映）
- おやじ太鼓 第15話（1968年、TBS） - 西城学院予備校講師
- キイハンター（TBS / 東映）
  - 第7話「ギャング同盟」（1968年）
  - 第259話「情無用のライセンス」（1973年）- 田所
- 風 第38話「香水騒動始末記」（1968年、TBS / 松竹）
- 柔道一直線（TBS / 東映） - 大杉
  - 第1話「カッコいいぞ地獄車」（1969年）
  - 第23話「くたばれ! 大豪寺」（1969年）
  - 第32話「恐怖のブラックパンチ」（1970年）
- 東京バイパス指令 第45話「完全（パーフェクト）アリバイ」（1969年、NTV / 東宝）
- 鬼平犯科帳 （1969年～70年、NET / 東宝）
  - 第29話「麻布ねずみ坂」（1970年）- 上州屋作兵衛
  - 第47話「運の矢」（1970年） - 天野八太夫
- ゴールドアイ 第17話「羽田発福岡行101便」（1970年、NTV / 東映）
- 日本怪談劇場 第11話「怪談 耳なし芳一」（1970年、12ch）- 納所善達
- 大江戸捜査網（12ch / 日活→三船プロ）
  - 第21話「怪談 すすり泣く妖刀」（1971年） - 天命堂
  - 第67話「三匹の用心棒」（1972年） - 板倉清四郎
  - 第95話「変死体におびえる女」（1973年） - 板倉十兵衛
  - 第118話「辻占いは殺しの暗号」（1973年） - 江戸屋惣兵衛
  - 第285話「夜桜は死の誘い」（1977年） - 叶屋
  - 第314話「女刺青師 怒りの恨み節」（1977年） - 大黒屋七兵衛
  - 第395話「連発銃が呼ぶ母の面影」（1979年） - 西海屋
  - 第430話「刺青芸者 皆殺しの謎」（1980年） - 津久田定憲
- 遠山の金さん捕物帳（NET / 東映）
  - 第34話「桜吹雪の散る男」（1971年） - 井上弥左衛門
  - 第78話「赤ちゃんを盗んだ男」（1972年） - 国分屋喜左衛門
  - 第136話「泣きぼくろに惚れた男」（1973年） - 岡部弥五郎
- 人形佐七捕物帳 第5話「折れた扇子」（1971年、NET / 東宝） - 津島義為
- スペクトルマン
  - 第48話「ボビーよ怪獣になるな!!」
  - 第49話「悲しき天才怪獣ノーマン」（1971年、CX / ピープロ） - 堂本博士
- 荒野の素浪人 第1シリーズ 第11話「決闘 傷だらけの必殺剣」（1972年、NET / 三船プロ）
- 鬼平犯科帳 第2シリーズ 第20話「裏道の男たち」（1972年、NET / 東宝） - 川窪新十郎
- 青春をつっ走れ 第17話「男十八、子供じゃないさ!」 (1972年、CX/松竹) - 村上あやの父親
- 人造人間キカイダー 第2話「怪奇グリーンマンティスは殺人鬼」（1972年、NET / 東映） - 石神博士
- 忍法かげろう斬り 第15話「対決! 鷹対隼」（1972年、KTV / 東映） - 長坂益右衛門
- プレイガールシリーズ （12ch / 東映）
  - プレイガール
    - 第193話「女は裸で噓をつく」（1972年） - 大木医師
    - 第250話「深海の裸女の群れ」（1974年） - 大月

  - プレイガールQ 第65話「銀嶺に燃える初夜の肌」（1976年） - 牧師
- 水戸黄門（TBS / C.A.L）
  - 第1部 第11話「二人の黄門さま・伊賀」（1969年10月13日） - 藤堂伊賀守
  - 第4部 第2話「天狗馬鹿 -忍-」（1973年1月29日） - 阿部下総守
  - 第7部 第16話「突っ走れ!! 韋駄天野郎 -鶴岡-」（1976年9月6日） - 石川兵庫
  - 第10部 第1話「おあずけ喰った結婚式 -水戸・江戸-」（1979年8月13日）- 三田村孫兵衛
  - 第11部（1980年）
    - 第1話「密命おびた逃亡者 -水戸-」 - 浜中弥右衛門
    - 第16話「大当り黄門様の大芝居 -新発田-」 - 徳兵衛

  - 第12部 第6話「助さんそっくり千両役者 -郡上八幡-」（1981年10月5日） - 荘八
  - 第13部 第25話「消えた黄門様 -延岡-」（1983年4月4日） - 佐兵衛
  - 第14部 第25話「酒に溺れた黄金の腕 -金沢-」（1984年4月16日） - 市兵衛
  - 第15部 第6話「御存知 黄門一座の大芝居 -別府-」（1985年3月4日） - 利兵ヱ
  - 第16部 第26話「おてんば姫君七変化 -亀田-」（1986年10月20日） - 岩城宣隆
  - 第19部 第10話「助さんの代理亭主 -本庄-」（1989年11月27日） - 打木屋徳右衛門
  - 第20部 第3話「情けが仇のとろろ汁 -駿府-」（1990年11月5日） - 吉岡孫兵衛
- 必殺シリーズ（ABC / 松竹）
  - 必殺仕掛人 第25話「仇討ちます 討たせます」（1973年） - 主膳
  - 必殺仕置人 第23話「無理を通して殺された」（1973年）
  - 助け人走る 第4話「島抜大海原」（1973年） - 治平
  - 必殺仕業人 第2話「あんたこの仕業どう思う」（1976年） - 大和屋清左ヱ門
- 赤ひげ 第19話「ひとり」（1973年、NHK） - 小川
- ファイヤーマン 第11話「よみがえった岩石怪獣」（1973年、NTV / 円谷プロ） - 加奈武
- 仮面ライダーV3 第15話「ライダーV3 死の弱点!!」（1973年、MBS / 東映） - 岡島博士
- 子連れ狼 第1部 第12話「鹿追い」（1973年、NTV / ユニオン映画） - 隠居の久六
- ロボット刑事 第13話「悪魔の煙に気をつけろ!」（1973年、CX / 東映） - シンイチの父親
- 非情のライセンス（NET / 東映）
  - 第1シリーズ
    - 第18話「兇悪の里」（1973年） - 浅田
    - 第51話「兇悪の逃亡者」（1974年） - 真船一三

  - 第2シリーズ 第101話「恋心」（1976年） - 真鍋勇次
- 科学捜査官 第7話「熱線カメラは暴く」（1973年、KTV / 松竹)
- 風の中のあいつ（1973年、TBS / 渡辺企画）
- スーパーロボット レッドバロン 第13話「五大都市爆破10分前」（1973年、NTV / 宣弘社） - 鬼月山ニュータウン署署長
- 唖侍鬼一法眼（NTV / 勝プロ）
  - 第12話「獄門峠の菊の花」（1973年） - 谷村
  - 第25話「男と男の約束」（1974年） - 大村忠弘
- 土曜日の女シリーズ / 闇に浮かぶ微笑み（1973年、NTV）
- 隠密剣士 突っ走れ! 第2話「空飛ぶ信太郎」（1974年、TBS / 宣弘社） - 彦斎
- 電人ザボーガー
  - 第9話「謎の男 ドルマン9」
  - 第10話「Σ団・恐怖の地獄作戦」（1974年、CX / ピープロ） - 浦上博士
- ザ・ボディガード 第15話「私は漂泊の女」（1974年、NET / 東映）
- 日本沈没 第18話「危機せまる小河内ダム」（1975年、TBS / 東宝）
- Gメン'75 第17話「死刑実験室」（1975年、TBS / 東映） - 草野刑事の父親
- 破れ傘刀舟悪人狩り 第49話「火刑台の魔女」（1975年、NET / 三船プロ） - 薬事奉行・戸沢備中守
- ライオン奥様劇場 / 片隅の二人（1976年、CX）
- 伝七捕物帳 第106話「文治一番手柄」（1976年） - 宇之吉
- 同心部屋御用帳 江戸の旋風II 第26話「花盗人」（1976年、CX)
- 太陽にほえろ! （NTV / 東宝）
  - 第184話「アリバイ」（1976年） - 伊藤課長（京浜観光経理課）
  - 第233話「狙撃」（1977年） - 某国副首相
  - 第307話「反転」（1978年） - 編集者
  - 第694話「出口のない迷路」（1986年） - 若井医師
- 桃太郎侍（NTV / 東映） ※高橋英樹版
  - 第27話「袋小路の男」（1977年） - 福井屋
  - 第60話「虹をつかんだお姫さま」（1977年） - 朝倉佐渡
  - 第217話「その処刑許さん!」（1980年） - 駒形一座の親方
- 横溝正史シリーズ / 三つ首塔（1977年、MBS / 東宝）
- 江戸を斬るIII 第24話「殺しの疑惑」（1977年、TBS / C.A.L） - 尾張屋
- 遠山の金さん 第1シリーズ 第91話「初恋に散った女」（1977年、ANB / 東映） - 須貝一郎兵ヱ
- 破れ奉行 第23話「佐賀町河岸の女」（1977年、ANB / 中村プロ） - 伝兵衛
- ロボット110番 第25話「子供みこしのお通りだ」（1977年、NET / 東映）
- 大岡越前（TBS / C.A.L）
  - 第5部（1978年）  - 有馬兵庫頭
    - 第9話「大奥の陰謀」
    - 第26話「目黒に消えた公方様」

  - 第6部 第10話「鷹の威を借る悪い奴」（1982年5月10日） - 茂平
  - 第8部 第26話「将軍救った美女軍団」（1985年1月21日） - 有馬兵庫
  - 第11部 第14話「お奉行様は用心棒」（1990年7月23日） - 仁兵衛
- 柳生一族の陰謀（1978年 - 1979年、KTV / 東映） - 徳川秀忠
- 七人の刑事 第3シリーズ 第34話「北川刑事の辞職」（1979年、TBS）
- 大空港（1979年、CX / 松竹）
  - 第30話「女囚304号脱獄指令」 - 女子刑務所所長
  - 第44話「孤独な挑戦! カメラのとらえた人、それは?!」
- 特捜最前線（ANB / 東映）
  - 第123話「豪華フェリージャック・恐怖の20時間!」（1979年）
  - 第327話「オランダ坂殺人予告状!」（1983年）
  - 第405話「浅草の老警官・7分間の嘘!」（1985年）
- 警視-K 第1話「そのしあわせ待った!」（1980年、NTV / 勝プロ）- 結婚式の参列者
- ザ・ハングマンシリーズ（ABC / 松竹芸能）
  - ザ・ハングマン 第39話「悪医者は吸血処刑」（1981年） - 黒坂代議士
  - 新ハングマン 第8話「代議士の自殺を演出する兄弟秘書」（1983年） - 日景和夫（民友クラブ代議士）
  - ザ・ハングマン4 第1話「船上トバクで丸裸にされる!」（1984年） - 北条弁護士
  - ザ・ハングマンV 第13話「ファルコンが戦争ゲームの標的にされる!」（1986年） - 中沢真一郎（服飾評論家）
- 土曜ワイド劇場（ANB）
  - 松本清張の書道教授・消えた死体（1982年、松竹） - 川上保子の父親
  - 松本清張の溺れ谷（1983年、松竹）
  - 結婚案内ミステリー風（1984年）
  - 探偵・神津恭介の殺人推理 第3作「魔笛に魅せられた女」（1985年、松竹） - 柏木重行
  - 江戸川乱歩の美女シリーズ 第1作「妖しいメロディの美女 江戸川乱歩の『仮面の恐怖王』」（1986年、松竹） - 俵田真一郎
  - 西村京太郎トラベルミステリー 第18作「オホーツク殺人ルート さい果てツアーの謎!」（1990年） - サロマ湖の漁師
- 西部警察 第116話「狙撃銃・G3スナイパー」（1982年、ANB / 石原プロ） - 笠原大造
- 花王 愛の劇場 / 流れる星は生きている（1982年、TBS）
- 月曜ワイド劇場 / 雲の階段 ニセ医師をめぐる女二人（1983年、ANB）
- 大奥（KTV）
  - 第7話「種馬とれんげ草」（1983年） - 土井大炊頭
  - 第49話「江戸城のおさな妻」（1984年） - 安藤信睦
- ニュードキュメンタリードラマ昭和 松本清張事件にせまる 第11回「佐分利公使の怪死事件」（1984年、ABC / 国際放映）
- 火曜サスペンス劇場（NTV）
  - 監察医・室生亜季子 第5作「高価すぎた情事」（1988年） - 藤本恵
  - 森村誠一の電話魔 「未亡人は夜、電話をかける! 伝言ダイヤル連続殺人事件」（1990年）
- 水曜ドラマ / 続イキのいい奴（1988年、NHK）
- 12時間超ワイドドラマ / 大忠臣蔵（1989年、TX） - 堀部弥兵衛
- ドラマチック22 / 日本はどうなるシリーズ 「ザ・教育費」（1989年、TBS）
- 代議士の妻たち2（1989年、TBS） - 官房長官

### 舞台
- 榎本武揚（1967年、劇団雲） - 大野屋 役
- 黄昏のラプソディー
- 鹿鳴館
- テリエ館
- イタリーの麦わら帽子

など